# Polylophium
Polylophium  es un género  perteneciente a la familia Apiaceae. Comprende 6 especies descritas.

## Taxonomía
El género fue descrito por Pierre Edmond Boissier y publicado en Annales des Sciences Naturelles; Botanique, sér. 3 2: 47. 1844. La especie tipo es: Polylophium orientale Boiss.		

## Especies
A continuación se brinda un listado de las especies del género Polylophium aceptadas hasta septiembre de 2012, ordenadas alfabéticamente. Para cada una se indica el nombre binomial seguido del autor, abreviado según las convenciones y usos.
- Polylophium gallicum Koso-Pol.
- Polylophium involucratum Boiss.
- Polylophium orientale Boiss.
- Polylophium panjutinii Manden. & Schischk.
- Polylophium petrophilum Boiss.
- Polylophium thalictroides Fenzl